# Mistrzostwa Islandii w Skokach Narciarskich i Kombinacji Norweskiej 1942
Mistrzostwa Islandii w Skokach Narciarskich i Kombinacji Norweskiej 1942 – zawody, które wyłoniły najlepszych skoczków narciarskich i kombinatorów norweskich w Islandii w roku 1942. Rozegrano je 9 kwietnia 1942 roku.
Były to piąte zawody o tytuł najlepszego skoczka w Islandii a także czwarte zawody o tytuł najlepszego kombinatora norweskiego. W konkursie skoków najlepszy był Sigurgeir Þórarinsson. Na kolejnych miejscach uplasowali się Jónas Ásgeirsson i Ásgrímur Stefánsson. W skokach i biegu, czyli kombinacji norweskiej, najlepszy był Jónas Ásgeirsson. Brak danych o pozostałych medalistach w kombinacji norweskiej.
Rozegrano też dwie inne konkurencje w skokach. Były to najprawdopodobniej konkurencje juniorskie. W pierwszej z nich zwyciężył Sigurður Njálsson, a w drugiej triumfował Haraldur Pálsson (późniejszy mistrz kraju w kombinacji).

## Wyniki medalistów

### Skoki narciarskie

#### Kategoria A (seniorzy)
| Miejsce | Zawodnik              | Nota  |
| ------- | --------------------- | ----- |
| 1.      | Sigurgeir Þórarinsson | 221,5 |
| 2.      | Jónas Ásgeirsson      | 214,2 |
| 3.      | Ásgrímur Stefánsson   | 197,7 |

#### Kategoria B
| Miejsce | Zawodnik          | Nota  |
| ------- | ----------------- | ----- |
| 1.      | Sigurður Njálsson | 230,0 |
| 2.      | Ingi Sæmundsson   | 206,1 |
| 3.      | Steinn Símonarson | 193,6 |

#### Kategoria C
| Miejsce | Zawodnik           | Nota  |
| ------- | ------------------ | ----- |
| 1.      | Haraldur Pálsson   | 220,5 |
| 2.      | Sigurður Þórðarson | 218,3 |
| 3.      | Finnur Björnsson   | 216,5 |